# Discographie de Nicki Minaj
La discographie de la rappeuse et chanteuse américano-trinidadienne Nicki Minaj se compose de cinq albums studio, une compilation, trois mixtapes et plus de 130 singles (dont plus de la moitié en tant que featuring). 
Depuis son premier album paru en 2010, Pink Friday, Nicki Minaj a vendu plus de 100 millions de disques à travers le monde. 

## Albums

### Albums studio
| Album                                                         | Classements | Classements | Classements | Classements | Classements | Classements | Classements | Classements | Classements | Classements | Classements | Classements | Classements | Classements | Classements | Classements | Certifications                    |
| Album                                                         | É-U         | CAN         | R-U         | IRL         | FRA         | ESP         | ITA         | SUI         | BE/W        | BE/F        | P-B         | ALL         | AUT         | SUE         | AUS         | N-Z         | Certifications                    |
| ------------------------------------------------------------- | ----------- | ----------- | ----------- | ----------- | ----------- | ----------- | ----------- | ----------- | ----------- | ----------- | ----------- | ----------- | ----------- | ----------- | ----------- | ----------- | --------------------------------- |
| Pink Friday - Label : Young Money, Cash Money                 | 1           | 8           | 16          | 17          | 116         | 94          | -           | -           | 100         | 81          | -           | -           | -           | -           | 19          | 15          | : 3x Platine : Platine : 3Platine |
| Pink Friday: Roman Reloaded - Label : Young Money, Cash Money | 1           | 1           | 1           | 2           | 20          | 60          | 66          | 24          | 35          | 23          | 24          | 44          | -           | 37          | 5           | 3           | : 2x Platine : Platine : Or       |
| The Pinkprint - Label : Young Money, Cash Money               | 2           | 6           | 22          | 31          | 70          | 76          | 100         | 39          | 81          | 46          | 32          | 69          | -           | 9           | 19          | 21          | : 2x Platine : 2x Platine : Or    |
| Queen - Label : Young Money, Cash Money                       | 2           | 2           | 5           | 5           | 7           | 19          | 19          | 5           | 8           | 11          | 8           | 18          | 19          | 15          | 4           | 8           | : Platine : 2x Platine : Or : Or  |
| Pink Friday 2 - Label : Young Money, Cash Money               | 1           | 2           | 3           | 9           | 20          | 42          | 61          | 6           | 13          | 13          | 7           | 41          | 31          | 32          | 3           | 3           |                                   |

### Mixtapes
| Album                                               | Classements | Classements | Classements | Classements | Classements | Classements | Classements | Classements | Classements | Classements | Classements | Classements | Classements | Classements | Classements | Classements | Certifications |
| Album                                               | É-U         | CAN         | R-U         | IRL         | FRA         | ESP         | ITA         | SUI         | BE/W        | BE/F        | P-B         | ALL         | AUT         | SUE         | AUS         | N-Z         | Certifications |
| --------------------------------------------------- | ----------- | ----------- | ----------- | ----------- | ----------- | ----------- | ----------- | ----------- | ----------- | ----------- | ----------- | ----------- | ----------- | ----------- | ----------- | ----------- | -------------- |
| Playtime is Over - Label : Young Money, Cash Money  | -           | -           | -           | -           | -           | -           | -           | -           | -           | -           | -           | -           | -           | -           | -           | -           |                |
| Sucka Free - Label : Young Money, Cash Money        | -           | -           | -           | -           | -           | -           | -           | -           | -           | -           | -           | -           | -           | -           | -           | -           |                |
| Beam Me Up Scotty - Label : Young Money, Cash Money | 2           | 5           | 19          | 32          | 146         | -           | -           | 71          | 134         | 73          | 43          | -           | -           | -           | 41          | 32          |                |

### Compilation
| Album                                                    | Classements | Classements | Classements | Classements | Classements | Classements | Classements | Classements | Classements | Classements | Classements | Classements | Classements | Classements | Classements | Classements | Certifications |
| Album                                                    | É-U         | CAN         | R-U         | IRL         | FRA         | ESP         | ITA         | SUI         | BE/W        | BE/F        | P-B         | ALL         | AUT         | SUE         | AUS         | N-Z         | Certifications |
| -------------------------------------------------------- | ----------- | ----------- | ----------- | ----------- | ----------- | ----------- | ----------- | ----------- | ----------- | ----------- | ----------- | ----------- | ----------- | ----------- | ----------- | ----------- | -------------- |
| Queen Radio : Volume 1 - Label : Young Money, Cash Money | 10          | 8           | 67          | 88          | 170         | -           | -           | -           | -           | -           | -           | -           | -           | -           | 50          | 12          | : Or           |

## Singles

### En tant qu'artiste principale

#### Années 2010
| Année | Single                                     | Classements | Classements | Classements | Classements | Classements | Classements | Classements | Classements | Classements | Classements | Classements | Classements | Classements | Classements | Classements | Classements | Album                                   |
| Année | Single                                     | É-U         | CAN         | R-U         | IRL         | FRA         | ESP         | ITA         | SUI         | BE/W        | BE/F        | P-B         | ALL         | AUT         | SUE         | AUS         | N-Z         | Album                                   |
| ----- | ------------------------------------------ | ----------- | ----------- | ----------- | ----------- | ----------- | ----------- | ----------- | ----------- | ----------- | ----------- | ----------- | ----------- | ----------- | ----------- | ----------- | ----------- | --------------------------------------- |
| 2010  | Massive Attack (avec Sean Garrett)         | -           | -           | -           | -           | -           | -           | -           | -           | -           | -           | -           | -           | -           | -           | -           | -           |                                         |
| 2010  | Your Love                                  | 14          | 43          | 71          | -           | -           | -           | -           | -           | -           | -           | -           | -           | -           | -           | -           | -           | Pink Friday                             |
| 2010  | Check It Out (avec will.i.am)              | 24          | 14          | 11          | 14          | -           | -           | -           | -           | -           | -           | 67          | -           | -           | -           | 21          | -           | Pink Friday                             |
| 2010  | Right Thru Me                              | 26          | 60          | 71          | -           | -           | -           | -           | -           | -           | -           | -           | -           | -           | -           | -           | -           | Pink Friday                             |
| 2010  | Moment 4 Life (avec Drake)                 | 13          | 27          | 22          | 37          | 65          | -           | -           | -           | -           | -           | 51          | -           | -           | -           | -           | -           | Pink Friday                             |
| 2011  | Super Bass                                 | 3           | 6           | 8           | 17          | -           | -           | -           | 58          | -           | -           | 82          | -           | 42          | 43          | 6           | 3           | Pink Friday                             |
| 2011  | Did It On'em                               | 49          | -           | -           | -           | -           | -           | -           | -           | -           | -           | -           | -           | -           | -           | -           | -           | Pink Friday                             |
| 2011  | Girls Fall Like Dominoes                   | -           | -           | 24          | 28          | -           | -           | -           | -           | -           | -           | -           | -           | -           | -           | 99          | 13          | Pink Friday                             |
| 2011  | Fly (avec Rihanna)                         | 19          | 55          | 16          | 14          | -           | -           | -           | -           | -           | -           | -           | -           | -           | -           | 18          | 13          | Pink Friday                             |
| 2012  | Starships                                  | 5           | 4           | 2           | 2           | 5           | 23          | -           | 5           | 7           | 5           | 5           | 17          | 26          | 3           | 2           | 2           | Pink Friday: Roman Reloaded             |
| 2012  | Right by My Side (avec Chris Brown)        | 51          | -           | 70          | 97          | 122         | -           | -           | -           | -           | -           | -           | -           | -           | -           | -           | -           | Pink Friday: Roman Reloaded             |
| 2012  | Beez in the Trap (avec 2 Chainz)           | 48          | -           | -           | 74          | -           | -           | -           | -           | -           | -           | -           | -           | -           | -           | -           | -           | Pink Friday: Roman Reloaded             |
| 2012  | Pound the Alarm                            | 15          | 8           | 8           | 8           | 19          | -           | -           | 44          | 30          | 14          | 30          | 82          | -           | 33          | 10          | 6           | Pink Friday: Roman Reloaded             |
| 2012  | Va Va Voom                                 | 22          | 18          | 20          | 13          | 54          | -           | -           | 47          | -           | -           | -           | 34          | 53          | -           | 36          | 20          | Pink Friday: Roman Reloaded             |
| 2012  | The Boys (avec Cassie)                     | -           | -           | -           | 95          | -           | -           | -           | -           | -           | -           | -           | -           | -           | -           | -           | -           | Pink Friday: Roman Reloaded - The Re-Up |
| 2012  | Freedom                                    | -           | -           | -           | -           | -           | -           | -           | -           | -           | -           | -           | -           | -           | -           | -           | -           | Pink Friday: Roman Reloaded - The Re-Up |
| 2013  | High School (avec Lil Wayne)               | 64          | 81          | 31          | 47          | 91          | -           | -           | -           | -           | -           | 83          | -           | -           | -           | 57          | -           | Pink Friday: Roman Reloaded - The Re-Up |
| 2014  | Pills N Potions                            | 24          | 53          | 31          | 29          | 71          | -           | -           | -           | -           | -           | -           | 39          | -           | -           | 14          | 17          | The Pinkprint                           |
| 2014  | Bang Bang (avec Jessie J et Ariana Grande) | 3           | 3           | 1           | 3           | 47          | 12          | 47          | 21          | 28          | 14          | 7           | 13          | 12          | 15          | 4           | 4           | My Everything                           |
| 2014  | Anaconda                                   | 2           | 3           | 3           | 10          | 38          | 38          | -           | 55          | 33          | 22          | 38          | 48          | 36          | 30          | 8           | 9           | The Pinkprint                           |
| 2014  | Only (avec Chris Brown, Drake & Lil Wayne) | 12          | 20          | 35          | -           | 102         | -           | -           | -           | -           | -           | -           | -           | -           | -           | 62          | -           | The Pinkprint                           |
| 2014  | Bed of Lies (avec Skylar Grey)             | 62          | 41          | 73          | 56          | 134         | -           | -           | -           | -           | -           | -           | -           | -           | 11          | 7           | 13          | The Pinkprint                           |
| 2015  | Truffle Butter (avec Drake et Lil Wayne)   | 14          | 43          | -           | -           | -           | -           | -           | -           | -           | -           | -           | -           | -           | -           | -           | -           | The Pinkprint                           |
| 2015  | The Night is Still Young                   | 31          | 40          | -           | 98          | -           | -           | -           | -           | -           | -           | -           | -           | -           | 90          | -           | -           | The Pinkprint                           |
| 2017  | Make Love (avec Gucci Mane)                | 78          | -           | -           | -           | -           | -           | -           | -           | -           | -           | -           | -           | -           | -           | -           | -           | Mr. Davis                               |
| 2017  | Changed It                                 | 71          | -           | -           | -           | -           | -           | -           | -           | -           | -           | -           | -           | -           | -           | -           | -           |                                         |
| 2017  | No Frauds (avec Drake et Lil Wayne)        | 14          | 25          | 49          | 71          | 148         | -           | -           | 50          | -           | -           | -           | 95          | 73          | 94          | 58          | -           |                                         |
| 2017  | Regret in Your Tears                       | 61          | 84          | 69          | -           | -           | -           | -           | -           | -           | -           | -           | -           | -           | -           | -           | -           |                                         |
| 2017  | MotorSport (avec Migos et Cardi B)         | 6           | 12          | 49          | 79          | 123         | -           | -           | 54          | -           | -           | -           | -           | -           | -           | 73          | -           | Culture II                              |
| 2018  | Barbie Tingz                               | 25          | 21          | 31          | 58          | -           | -           | -           | -           | -           | -           | -           | -           | -           | 90          | 41          | -           | Queen                                   |
| 2018  | Chun-Li                                    | 10          | 18          | 26          | 65          | -           | -           | -           | 99          | -           | -           | -           | -           | -           | -           | 54          | -           | Queen                                   |
| 2018  | Bed (avec Ariana Grande)                   | 42          | 30          | 20          | 22          | 105         | 96          | 91          | 39          | -           | -           | 47          | 52          | 49          | 44          | 17          | 25          | Queen                                   |
| 2018  | Barbie Dreams                              | 18          | 43          | 36          | 41          | -           | -           | -           | -           | -           | -           | -           | -           | -           | -           | 57          | -           | Queen                                   |
| 2018  | Good Form (avec Lil Wayne)                 | 60          | 46          | -           | 96          | -           | -           | -           | -           | -           | -           | -           | -           | -           | -           | -           | -           | Queen                                   |
| 2019  | Megatron                                   | 20          | 25          | 34          | 56          | -           | -           | -           | -           | -           | -           | -           | -           | -           | -           | -           | 89          | -                                       |
| 2019  | Tusa (avec Karol G)                        | 42          | 98          | -           | -           | 6           | 1           | 10          | 8           | 31          | -           | -           | 79          | -           | -           | -           | -           | KG0516                                  |

#### Années 2020
| Année | Single                                          | Classements | Classements | Classements | Classements | Classements | Classements | Classements | Classements | Classements | Classements | Classements | Classements | Classements | Classements | Classements | Classements | Album                     |
| Année | Single                                          | É-U         | CAN         | R-U         | IRL         | FRA         | ESP         | ITA         | SUI         | BE/W        | BE/F        | P-B         | ALL         | AUT         | SUE         | AUS         | N-Z         | Album                     |
| ----- | ----------------------------------------------- | ----------- | ----------- | ----------- | ----------- | ----------- | ----------- | ----------- | ----------- | ----------- | ----------- | ----------- | ----------- | ----------- | ----------- | ----------- | ----------- | ------------------------- |
| 2020  | Trollz (avec 6ix9ine)                           | 1           | 4           | 12          | 12          | 45          | -           | 60          | 8           | -           | -           | 51          | -           | 8           | 51          | 45          | -           | TattleTales               |
| 2020  | What That Speed Bout!? (avec Mike Will Made It) | 35          | 76          | -           | -           | -           | -           | -           | -           | -           | -           | -           | -           | -           | -           | -           | -           | Michael                   |
| 2022  | Do We Have a Problem? (avec Lil Baby)           | 2           | 14          | 31          | 48          | 193         | -           | -           | 78          | -           | -           | -           | -           | -           | -           | 64          | -           | Queen Radio : Volume 1    |
| 2022  | Bussin (avec Lil Baby)                          | 20          | 40          | 70          | 89          | -           | -           | -           | -           | -           | -           | -           | -           | -           | -           | -           | -           | Queen Radio : Volume 1    |
| 2022  | Blick Blick (avec Coi Leray)                    | 37          | 68          | -           | -           | -           | -           | -           | -           | -           | -           | -           | -           | -           | -           | -           | -           | Trendsetter               |
| 2022  | We Go Up (avec Fivio Foreign)                   | 58          | -           | -           | -           | -           | -           | -           | -           | -           | -           | -           | -           | -           | -           | -           | -           | Queen Radio: Volume 1     |
| 2022  | Super Freaky Girl                               | 1           | 8           | 5           | 6           | -           | -           | -           | 42          | -           | -           | 40          | 33          | 39          | 28          | 1           | 1           | Queen Radio: Volume 1     |
| 2022  | Love in the Way (avec Yung Bleu)                | 93          | -           | -           | -           | -           | -           | -           | -           | -           | -           | -           | -           | -           | -           | -           | -           | Tantra                    |
| 2022  | Tukoh Taka (avec Maluma et Myriam Fares)        | -           | -           | -           | -           | -           | -           | -           | -           | -           | -           | -           | -           | -           | -           | -           | -           | FIFA World Cup Qatar 2022 |
| 2023  | Princess Diana (avec Ice Spice)                 | 4           | 21          | 22          | 25          | 158         | -           | -           | -           | -           | -           | -           | -           | -           | -           | -           | 31          | Like..?                   |
| 2023  | Alone (avec Kim Petras)                         | 55          | 72          | 37          | 35          | -           | -           | -           | -           | -           | -           | -           | -           | -           | -           | -           | -           | Feed the Beast            |
| 2023  | Barbie World (avec Ice Spice et Aqua)           | 7           | 7           | 4           | 6           | 16          | -           | 51          | 8           | 36          | -           | 44          | 10          | 10          | 9           | 3           | 3           | Barbie: The Album         |
| 2023  | Last Time I Saw You                             | 23          | 48          | 46          | 67          | -           | -           | -           | -           | -           | -           | -           | -           | -           | -           | -           | -           | Pink Friday 2             |
| 2023  | Everybody (featuring Lil Uzi Vert)              | 25          | 46          | 26          | 30          | -           | -           | -           | -           | -           | -           | -           | -           | -           | -           | -           | 4           | Pink Friday 2             |
| 2023  | FTCU                                            | 15          | 23          | 40          | 44          | -           | -           | -           | -           | -           | -           | -           | -           | -           | -           | 58          | 23          | Pink Friday 2             |

### En tant quefeaturing

#### Années 2010
| Année | Single                                                                    | Classements | Classements | Classements | Classements | Classements | Classements | Classements | Classements | Classements | Classements | Classements | Classements | Classements | Classements | Classements | Classements | Album                                 |
| Année | Single                                                                    | É-U         | CAN         | R-U         | IRL         | FRA         | ESP         | ITA         | SUI         | BE/W        | BE/F        | P-B         | ALL         | AUT         | SUE         | AUS         | N-Z         | Album                                 |
| ----- | ------------------------------------------------------------------------- | ----------- | ----------- | ----------- | ----------- | ----------- | ----------- | ----------- | ----------- | ----------- | ----------- | ----------- | ----------- | ----------- | ----------- | ----------- | ----------- | ------------------------------------- |
| 2010  | Up Out My Face (avec Mariah Carey)                                        | 100         | -           | -           | -           | -           | -           | -           | -           | -           | -           | -           | -           | -           | -           | -           | -           | Memoirs of an Imperfect Angel         |
| 2010  | Knockout (avec Lil Wayne)                                                 | 44          | -           | -           | -           | -           | -           | -           | -           | -           | -           | -           | -           | -           | -           | -           | -           | Rebirth                               |
| 2010  | My Chick Bad (avec Ludacris)                                              | 11          | -           | -           | -           | -           | -           | -           | -           | -           | -           | -           | -           | -           | -           | -           | -           | Battle of the Sexes                   |
| 2010  | Lil Freak (avec Usher)                                                    | 40          | -           | -           | -           | -           | -           | -           | -           | -           | -           | -           | -           | -           | -           | -           | -           | Raymond v. Raymond                    |
| 2010  | Get It All (avec Sean Garrett)                                            | -           | -           | -           | -           | -           | -           | -           | -           | -           | -           | -           | -           | -           | -           | -           | -           | The Inkwell                           |
| 2010  | Woohoo (avec Christina Aguilera)                                          | 79          | 46          | -           | -           | -           | -           | -           | -           | -           | -           | -           | -           | -           | -           | -           | -           | Bionic                                |
| 2010  | Bottoms Up (avec Trey Songz)                                              | 6           | 34          | 71          | -           | -           | -           | -           | -           | -           | -           | -           | -           | -           | -           | 74          | -           | Passion, Pain & Pleasure              |
| 2010  | 2012 (It Ain't the End) (avec Jay Sean)                                   | 31          | 23          | 9           | 44          | -           | -           | -           | -           | -           | -           | -           | -           | -           | -           | 40          | 9           | Hit the Lights                        |
| 2010  | Letting Go (Dutty Love) (avec Sean Kingston)                              | 36          | 35          | -           | -           | -           | -           | -           | -           | -           | -           | -           | -           | -           | -           | 73          | 23          |                                       |
| 2010  | Monster (avec Kanye West, Jay-Z, Rick Ross et Bon Iver)                   | 18          | 43          | -           | -           | -           | -           | -           | -           | -           | -           | -           | -           | -           | -           | 91          | -           | My Beautiful Dark Twisted Fantasy     |
| 2010  | I Ain't Thru (avec Keyshia Cole)                                          | -           | -           | -           | -           | -           | -           | -           | -           | -           | -           | -           | -           | -           | -           | -           | -           | Calling All Hearts                    |
| 2010  | Raining Men (avec Rihanna)                                                | -           | -           | -           | -           | -           | -           | -           | -           | -           | -           | -           | -           | -           | -           | -           | -           | Loud                                  |
| 2011  | The Creep (avec The Lonely Island)                                        | 82          | 90          | -           | -           | -           | -           | -           | -           | -           | -           | -           | -           | -           | -           | -           | -           | Turtleneck & Chain                    |
| 2011  | Where Them Girls At (avec David Guetta et Flo Rida)                       | 14          | 3           | 3           | 5           | 4           | 10          | 3           | 3           | 2           | 4           | 18          | 5           | 3           | 7           | 6           | 6           | Nothing but the Beat                  |
| 2011  | Y.U. Mad (avec Birdmanet Lil Wayne)                                       | 68          | -           | -           | -           | -           | -           | -           | -           | -           | -           | -           | -           | -           | -           | -           | -           |                                       |
| 2011  | Fireball (avec Willow Smith)                                              | -           | -           | -           | -           | -           | -           | -           | -           | -           | -           | -           | -           | -           | -           | -           | -           |                                       |
| 2011  | You the Boss (avec Rick Ross)                                             | 62          | -           | -           | -           | -           | -           | -           | -           | -           | -           | -           | -           | -           | -           | -           | -           |                                       |
| 2011  | Make Me Proud (avec Drake)                                                | 9           | 25          | 49          | -           | -           | -           | -           | -           | -           | -           | -           | -           | -           | -           | 95          | -           | Take Care                             |
| 2011  | Dance (A$$) (avec Big Sean)                                               | 10          | 69          | -           | -           | -           | -           | -           | -           | -           | -           | -           | -           | -           | -           | -           | -           | Finally Famous                        |
| 2011  | Turn Me On (avec David Guetta)                                            | 4           | 3           | 8           | 4           | 10          | 30          | 39          | 6           | 10          | 23          | 68          | 6           | 5           | 29          | 3           | 2           | Nothing but the Beat                  |
| 2012  | Give Me All Your Luvin' (avec Madonna)                                    | 10          | 1           | 37          | 11          | 3           | 2           | 2           | 6           | 3           | 5           | 2           | 8           | 11          | 60          | 25          | 29          | MDNA                                  |
| 2012  | Take It to the Head (avec DJ Khaled, Chris Brown, Rick Ross et Lil Wayne) | 58          | -           | -           | -           | -           | -           | -           | -           | -           | -           | -           | -           | -           | -           | -           | -           | Kiss the Ring                         |
| 2012  | Get Low (avec Waka Flocka Flame, Tyga et Flo Rida)                        | 72          | 58          | -           | -           | -           | -           | -           | -           | -           | -           | -           | -           | -           | -           | -           | -           | Triple F Life: Friends, Fans & Family |
| 2012  | Out of My Mind (avec B.o.B)                                               | -           | -           | -           | -           | -           | -           | -           | -           | -           | -           | -           | -           | -           | -           | -           | -           | Strange Clouds                        |
| 2012  | Beauty and a Beat (avec Justin Bieber)                                    | 5           | 4           | 16          | 20          | 28          | -           | -           | 46          | 28          | 21          | 43          | 53          | 42          | 23          | 9           | 6           | Believe                               |
| 2013  | Freaks (avec French Montana)                                              | 77          | -           | -           | -           | 140         | -           | -           | -           | -           | -           | 77          | -           | -           | -           | -           | -           | Excuse My French                      |
| 2013  | Tapout (avec Rich Gang)                                                   | 44          | -           | -           | -           | 134         | -           | -           | -           | -           | -           | -           | -           | -           | -           | -           | -           | Rich Gang                             |
| 2013  | Somebody Else (avec Mario)                                                | -           | -           | -           | -           | -           | -           | -           | -           | -           | -           | -           | -           | -           | -           | -           | -           |                                       |
| 2013  | I'm Out (avec Ciara)                                                      | 44          | 86          | 54          | -           | 159         | -           | -           | -           | -           | -           | -           | -           | -           | -           | 41          | -           | Ciara                                 |
| 2013  | Twerk It (avec Busta Rhymes)                                              | -           | -           | -           | -           | -           | -           | 31          | -           | -           | -           | -           | -           | -           | -           | -           | -           |                                       |
| 2013  | Get Like Me (avec Nelly et Pharrell Williams)                             | -           | -           | 19          | 96          | -           | -           | -           | -           | -           | -           | -           | -           | -           | -           | -           | -           | M.O.                                  |
| 2013  | Love More (avec Chris Brown)                                              | 23          | -           | 32          | -           | 118         | -           | -           | -           | -           | -           | -           | 48          | 72          | -           | 29          | -           | X                                     |
| 2013  | I Wanna Be with You (avec DJ Khaled, Rick Ross et Future)                 | -           | -           | -           | -           | -           | -           | -           | -           | -           | -           | -           | -           | -           | -           | -           | -           | Suffering from Success                |
| 2013  | Clappers (avec Wale et Juicy J)                                           | -           | -           | -           | -           | -           | -           | -           | -           | -           | -           | -           | -           | -           | -           | -           | -           | The Gifted                            |
| 2014  | Lookin Ass (avec Young Money)                                             | -           | -           | -           | -           | -           | -           | -           | -           | -           | -           | -           | -           | -           | -           | -           | -           | Rise of an Empire                     |
| 2014  | She Came to Give It to You (avec Usher)                                   | 89          | 56          | 16          | 76          | 38          | -           | -           | 74          | -           | 34          | 95          | 30          | -           | -           | 32          | -           | Hard II Love                          |
| 2014  | Low (avec Juicy J, Lil Bibby et Young Thug)                               | -           | -           | -           | -           | -           | -           | -           | -           | -           | -           | -           | -           | -           | -           | -           | -           |                                       |
| 2014  | Touchin, Lovin (avec Trey Songz)                                          | 43          | -           | 79          | -           | -           | -           | -           | -           | -           | -           | -           | -           | -           | -           | 88          | -           | Trigga                                |
| 2014  | Throw Sum Mo (avec Rae Sremmurd et Young Thug)                            | 30          | -           | -           | -           | -           | -           | -           | -           | -           | -           | -           | -           | -           | -           | -           | -           | SremmLife                             |
| 2015  | Hey Mama (avec David Guetta, Afrojack et Bebe Rexha)                      | 8           | 9           | 9           | 5           | 6           | 6           | 13          | 10          | 9           | 9           | 10          | 9           | 5           | 6           | 5           | 5           | Listen                                |
| 2015  | Bitch I'm Madonna (avec Madonna)                                          | 84          | 58          | -           | -           | 90          | 49          | 45          | -           | -           | -           | -           | -           | -           | -           | -           | -           | Rebel Heart                           |
| 2015  | All Eyes on You (avec Meek Mill et Chris Brown)                           | 21          | 40          | 55          | 76          | 186         | -           | -           | -           | -           | -           | 82          | -           | -           | 89          | 51          | -           | Dreams Worth More Than Money          |
| 2015  | Back Together (avec Robin Thicke)                                         | -           | -           | -           | -           | 144         | -           | -           | -           | -           | -           | -           | -           | -           | -           | -           | -           |                                       |
| 2016  | Down in the DM (avec Yo Gotti)                                            | 13          | 59          | -           | -           | -           | -           | -           | -           | -           | -           | -           | -           | -           | -           | -           | -           | The Art of Hustle                     |
| 2016  | No Broken Hearts (avec Bebe Rexha)                                        | -           | 97          | -           | -           | -           | -           | -           | -           | -           | -           | -           | 92          | -           | -           | -           | -           |                                       |
| 2016  | Don't Hurt Me (avec DJ Mustard)                                           | -           | -           | -           | -           | -           | -           | -           | -           | -           | -           | -           | -           | -           | -           | 20          | -           | Cold Summer                           |
| 2016  | Do You Mind (avec DJ Khaled)                                              | 27          | 93          | -           | -           | 162         | -           | -           | -           | -           | -           | -           | -           | -           | -           | 65          | -           | Major Key                             |
| 2016  | Side to Side (avec Ariana Grande)                                         | 4           | 4           | 4           | 5           | 66          | 26          | 28          | 21          | 15          | 23          | 11          | 24          | 22          | 13          | 3           | 2           | Dangerous Woman                       |
| 2017  | Run Up (avec Major Lazer et PartyNextDoor)                                | 66          | 20          | 20          | 25          | 16          | 56          | 41          | 25          | 33          | 31          | 14          | 22          | 37          | 23          | 27          | 14          | Major Lazer Essentials                |
| 2017  | Swalla (avec Jason Derulo et Ty Dolla $ign)                               | 29          | 15          | 6           | 9           | 6           | 9           | 14          | 14          | 21          | 9           | 5           | 4           | 9           | 8           | 17          | 7           |                                       |
| 2017  | Light My Body Up (avec David Guetta et Lil Wayne)                         | -           | 62          | 64          | 85          | 92          | -           | -           | 39          | -           | -           | -           | 33          | 47          | 55          | 29          | -           |                                       |
| 2017  | Kissing Strangers (avec DNCE)                                             | -           | 73          | -           | -           | -           | -           | 41          | -           | -           | -           | -           | -           | -           | -           | 96          | -           |                                       |
| 2017  | Swish Swish (avec Katy Perry)                                             | 46          | 13          | 19          | 28          | 117         | 61          | -           | 46          | 14          | -           | 53          | 76          | 69          | 53          | 22          | -           | Witness                               |
| 2017  | Rake It Up (avec Yo Gotti)                                                | 8           | 49          | -           | -           | -           | -           | -           | -           | -           | -           | -           | -           | -           | -           | -           | -           | Gotti Made-It                         |
| 2017  | You da Baddest (avec Future)                                              | 38          | 53          | -           | -           | -           | -           | -           | -           | -           | -           | -           | -           | -           | -           | -           | -           | Hndrxx                                |
| 2017  | You Already Know (avec Fergie)                                            | -           | -           | 96          | -           | -           | -           | -           | -           | -           | -           | -           | -           | -           | -           | 95          | -           | Double Dutchess                       |
| 2017  | The Way Life Goes (Remix avec Lil Uzi Vert)                               | 24          | 44          | 87          | -           | -           | -           | -           | -           | -           | -           | -           | -           | -           | -           | 85          | -           |                                       |
| 2018  | Ball for Me (avec Post Malone)                                            | 16          | 7           | 70          | 23          | 198         | -           | 92          | -           | -           | -           | 61          | 73          | 35          | 47          | 14          | -           | Beerbongs & Bentleys                  |
| 2018  | Big Bank (avec YG, 2 Chainz et Big Sean)                                  | 16          | 51          | -           | -           | -           | -           | -           | -           | -           | -           | -           | -           | -           | -           | -           | -           | Stay Dangerous                        |
| 2018  | Fefe (avec 6ix9ine)                                                       | 3           | 3           | 17          | 21          | 16          | 79          | 30          | 10          | 42          | -           | 14          | 16          | 14          | 6           | 8           | 3           | Dummy Boy                             |
| 2018  | Goodbye (avec Jason Derulo et David Guetta)                               | -           | 68          | 26          | 21          | 93          | 66          | 92          | 50          | 15          | 20          | 16          | 47          | 57          | 16          | 33          | -           | 7                                     |
| 2018  | Woman Like Me (avec Little Mix)                                           | -           | 60          | 2           | 3           | -           | -           | 79          | 31          | -           | 23          | 27          | 53          | 33          | 65          | 23          | 23          | LM5                                   |
| 2018  | No Candle No Light (avec Zayn Malik)                                      | -           | -           | -           | -           | -           | -           | -           | -           | -           | -           | -           | -           | -           | -           | 95          | -           | Icarus Falls                          |
| 2019  | Dumb Blonde (avec Avril Lavigne)                                          | -           | 92          | -           | -           | -           | -           | -           | -           | -           | -           | -           | -           | -           | -           | -           | -           | Head Above Water                      |
| 2019  | Wobble Up (avec Chris Brown et G-Eazy)                                    | -           | -           | -           | -           | -           | -           | -           | -           | -           | -           | -           | -           | -           | -           | -           | -           | Indigo                                |
| 2019  | BAPS (avec Trina)                                                         | -           | -           | -           | -           | -           | -           | -           | -           | -           | -           | -           | -           | -           | -           | -           | -           | The One                               |
| 2019  | Hot Girl Summer (avec Megan Thee Stallion et Ty Dolla Sign)               | 11          | 38          | 40          | 51          | -           | -           | -           | -           | -           | -           | -           | -           | -           | -           | 64          | -           |                                       |

#### Années 2020
| Année | Single                                     | Classements | Classements | Classements | Classements | Classements | Classements | Classements | Classements | Classements | Classements | Classements | Classements | Classements | Classements | Classements | Classements | Album                   |
| Année | Single                                     | É-U         | CAN         | R-U         | IRL         | FRA         | ESP         | ITA         | SUI         | BE/W        | BE/F        | P-B         | ALL         | AUT         | SUE         | AUS         | N-Z         | Album                   |
| ----- | ------------------------------------------ | ----------- | ----------- | ----------- | ----------- | ----------- | ----------- | ----------- | ----------- | ----------- | ----------- | ----------- | ----------- | ----------- | ----------- | ----------- | ----------- | ----------------------- |
| 2020  | Nice to Meet Ya (avec Meghan Trainor)      | 89          | -           | 88          | 88          | -           | -           | -           | -           | -           | -           | -           | -           | -           | -           | -           | -           | Treat Myself            |
| 2020  | Move Ya Hips (avec ASAP Ferg et MadeinTYO) | 19          | 73          | -           | -           | -           | -           | -           | -           | -           | -           | -           | -           | -           | -           | -           | -           | Floor Seats II          |
| 2020  | Expensive (avec Ty Dolla Sign)             | 83          | -           | -           | -           | -           | -           | -           | -           | -           | -           | -           | -           | -           | -           | -           | -           | Featuring Ty Dolla Sign |
| 2020  | Oh My Gawd (avec Major Lazer et Mr Eazi)   | -           | -           | -           | -           | -           | -           | -           | -           | -           | -           | -           | -           | -           | -           | -           | -           | Music is the Weapon     |
| 2020  | Whole Lotta Choppas (avec Sada Baby)       | 35          | 91          | -           | -           | -           | -           | -           | -           | -           | -           | -           | -           | -           | -           | -           | -           |                         |
| 2021  | Whole Lotta Money (avec Bia )              | 16          | 42          | -           | -           | -           | -           | -           | -           | -           | -           | -           | -           | -           | -           | -           | -           | For Certain             |
| 2021  | Boyz (avec Jesy Nelson)                    | -           | -           | 4           | 16          | -           | -           | -           | -           | -           | -           | -           | -           | -           | -           | -           | -           |                         |
| 2023  | WTF (avec YoungBoy Never Broke Again)      | 99          | -           | -           | -           | -           | -           | -           | -           | -           | -           | -           | -           | -           | -           | -           | -           | Don't Try This at Home  |
| 2023  | Endless Fashion (avec Lil Uzi Vert)        | 20          | 39          | 75          | -           | -           | -           | -           | -           | -           | -           | -           | -           | -           | -           | -           | -           | Pink Tape               |

### Singles promotionnels
| Année | Single                                       | Classements | Classements | Classements | Classements | Classements | Classements | Classements | Classements | Classements | Classements | Classements | Classements | Classements | Classements | Classements | Classements | Album                       |
| Année | Single                                       | É-U         | CAN         | R-U         | IRL         | FRA         | ESP         | ITA         | SUI         | BE/W        | BE/F        | P-B         | ALL         | AUT         | SUE         | AUS         | N-Z         | Album                       |
| ----- | -------------------------------------------- | ----------- | ----------- | ----------- | ----------- | ----------- | ----------- | ----------- | ----------- | ----------- | ----------- | ----------- | ----------- | ----------- | ----------- | ----------- | ----------- | --------------------------- |
| 2009  | 5 Star (avec Yo Gotti)                       | 79          | -           | -           | -           | -           | -           | -           | -           | -           | -           | -           | -           | -           | -           | -           | -           | Live from the Kitchen       |
| 2010  | Roman's Revenge (avec Eminem)                | 56          | -           | -           | -           | -           | -           | -           | -           | -           | -           | -           | -           | -           | -           | -           | -           | Pink Friday                 |
| 2011  | Roman in Moscow                              | 64          | 88          | 84          | -           | -           | -           | -           | -           | -           | -           | -           | -           | -           | -           | -           | -           | Pink Friday                 |
| 2011  | Stupid Hoe                                   | 59          | 87          | 63          | -           | -           | -           | -           | -           | -           | -           | -           | -           | -           | -           | -           | -           | Pink Friday: Roman Reloaded |
| 2012  | Roman Reloaded (avec Lil Wayne)              | 70          | -           | -           | -           | -           | -           | -           | -           | -           | -           | -           | -           | -           | -           | -           | -           | Pink Friday: Roman Reloaded |
| 2014  | Senile (avec Young Money, Tyga et Lil Wayne) |             | -           | -           | -           | -           | -           | -           | -           | -           | -           | -           | -           | -           | -           | -           | -           | Rise of an Empire           |
| 2014  | All Things Go                                | -           | -           | -           | -           | -           | -           | -           | -           | -           | -           | -           | -           | -           | -           | -           | -           | The Pinkprint               |
| 2015  | Trini Dem Girls (avec LunchMoney Lewis)      | -           | -           | -           | -           | -           | -           | -           | -           | -           | -           | -           | -           | -           | -           | -           | -           | The Pinkprint               |
| 2016  | Black Barbies (avec Mike Will Made It)       | 65          | 78          | -           | -           | -           | -           | -           | -           | -           | -           | -           | -           | -           | -           | 47          | -           |                             |
| 2018  | Anybody (avec Young Thug)                    | 89          | 99          | -           | -           | -           | -           | -           | -           | -           | -           | -           | -           | -           | -           | -           | -           | Hear No Evil                |
| 2018  | Rich Sex (avec Lil Wayne)                    | 56          | 86          | -           | -           | -           | -           | -           | -           | -           | -           | -           | -           | -           | -           | -           | -           | Queen                       |
| 2018  | The Light Is Coming (avec Ariana Grande)     | 89          | 63          | 57          | 76          | -           | -           | -           | -           | -           | -           | 81          | -           | -           | -           | 60          | -           | Sweetener                   |
| 2019  | Fendi (avec PnB Rock)                        | -           | -           | -           | -           | -           | -           | -           | -           | -           | -           | -           | -           | -           | -           | -           | -           |                             |
| 2020  | Yikes                                        | 23          | 54          | 69          | 85          | -           | -           | -           | -           | -           | -           | -           | -           | -           | -           | -           | -           |                             |
| 2023  | Red Ruby da Sleeze                           | 13          | 46          | 28          | 28          | -           | -           | -           | -           | -           | -           | -           | -           | -           | -           | -           | -           | Pink Friday 2               |
| 2023  | Bahm Bahm                                    | -           | -           | -           | -           | -           | -           | -           | -           | -           | -           | -           | -           | -           | -           | -           | -           |                             |
| 2023  | For All the Barbz (avec Drake et Chief Keef) | -           | -           | -           | -           | -           | -           | -           | -           | -           | -           | -           | -           | -           | -           | -           | -           |                             |

## Collaborations
- 2004 : Jim Johnston - Don't Mess With
- 2006 : Gravy - Affirmative Action
- 2007 : Lil Wayne - Can't Stop, Won't Stop
- 2008 : SAS - Minaj Et Trois
- 2008 : Enur - Gucci Gucci
- 2008 : Lil Wayne - Still I Rise
- 2009 : Lil Wayne - Big Spender
- 2009 : Yo Gotti - 5 Star Remix (Feat. Gucci Mane, Trina)
- 2009 : Young Money - Bedrock (Feat. Lloyd)
- 2009 : Birdman - Grindin Making Money
- 2009 : Lloyd - Take It Off
- 2009 : Robin Thicke - Shakin It For Daddy
- 2009 : Young Money - Roger That
- 2009 : Lil Wayne - Knockout
- 2009 : Gyptian- Hold Yuh (Remix)
- 2009 : Gyptian - Hold Yuh (Remix By RedOne) (feat. Mohombi)
- 2009 : Bow Wow - Kiss My Ass
- 2010 : Eminem - Roman's Revenge (&/ou en Featuring avec Lil Wayne)
- 2010 : Kanye West - Blazin
- 2010 : Ludacris - My Chick Bad
- 2010 : Dirty Money - Hello Good Morning (Remix)
- 2010 : Mariah Carey - Up Out My Face
- 2010 : Usher- Little Freak
- 2010 : Jason Derulo - In My Head (Remix)
- 2010 : DJ Khaled  - All I Do Is Win (Remix) (Feat Rick Ross, Busta Rhymes, Fat Joe, Diddy, Jadakiss, Swizz Beatz, Fabolous)
- 2010 : Christina Aguilera - Woohoo
- 2010 : Sean Kingston - Letting Go (Dutty Love)
- 2010 : Drake  - Up All Night
- 2010 : Shanell - Handstand
- 2010 : Trey Songz - Bottoms Up
- 2010 : Kanye West - Monster (Feat Rick Ross, Jay-Z, Justin Vernon)
- 2010 : Kanye West - Dark Fantasy
- 2010 : Jay Sean - 2012
- 2010 : Young Money -  Young Money Salute
- 2010 : Rihanna - Raining Men
- 2010 : Willow Smith - Whip My Hair (Remix)
- 2010 : Natasha Bedingfield - Last Chance
- 2010 : Keri Hilson & Keyshia Cole - I Ain't Thru
- 2010 : Katy Perry - Girls Just Wanna Have Fun
- 2011 : The Lonely Island - The Creep
- 2011 : Jeffree Star - Lollipop Luxury (en)
- 2011 : Mrs Daja - Mean Walk
- 2011 : Mýa - Ponytail
- 2011 : Teairra Mari - Automatic
- 2011 : David Guetta & Flo Rida - Where Them Girls At
- 2011 : Britney Spears & Ke$ha - Till The World Ends (Remix)
- 2011 : Soulja Boy Tell'Em - I Love You
- 2011 : David Guetta - Turn Me On
- 2011 : Rihanna - Fly
- 2011 : Willow Smith - Fireball
- 2011 : Rick Ross - You the Boss
- 2011 : Big Sean - Dance (A$$) remix
- 2011 : Drake - Make Me Proud
- 2011 : Birdman - Y.U Mad (Feat. Lil Wayne &Nicki Minaj)
- 2012 : Sean Kingston - Born To Be Wild
- 2012 : Madonna - Give Me All Your Luvin'
- 2012 : Ester Dean - Gimmie Money
- 2012 : B.o.B - Out Of My Mind
- 2012 : Madonna - I Don't Give A
- 2012 : Justin Bieber - Beauty and a Beat
- 2012 : Alicia Keys - Girl On Fire (Inferno Version)
- 2012 : Lil Wayne - Mercy (Remix)
- 2012 : Game - Jesus Piece
- 2012 : Cassie - The Boys
- 2013 : French Montana  - Freaks
- 2013 : Ciara - I'm Out
- 2013 : Mario - Somebody Else
- 2013 : Busta Rhymes - Twerk It
- 2013 : Chris Brown - Love More
- 2013 : Nelly - Get Like Me
- 2013 : Big Sean - MILF (Featuring Juicy J)
- 2013 : French Montana - Freaks
- 2013 : Sean Paul - Entertainment (Remix)
- 2014 : Romeo Santos -  Animales
- 2014 : Jessie J - Bang Bang (Featuring & Ariana Grande)
- 2015 : Maroon 5 - Sugar (Remix)
- 2015 : Meek Mill - All Eyes On You (Featuring Chris Brown)
- 2015 : Meek Mill - Bad For You
- 2015 : DJ Prostyle - Angel (Featuring Jeremih)
- 2015 : The Weeknd - The Hills remix
- 2015 : Fabolous - Doin' It Well (Featuring Trey Songz)
- 2016 : Yo Gotti - Down in the DM (Remix)
- 2016 : Bebe Rexha - No Broken Hearts
- 2016 : Ariana Grande - Side To Side[22]
- 2016 : Parker Ighile - Remember Me
- 2016 : DJ Mustard - Don't Hurt Me (featuring Jeremih)[23]
- 2016 : Meek Mill - Froze
- 2016 : DJ Khaled - Do You Mind (feat. Chris Brown, Jeremih, Future, August Alsina et Rick Ross)
- 2017 : DNCE - Kissing Strangers
- 2017 : Katy Perry - Swish Swish
- 2017 : Yo Gotti & Mike Will Made It - Rake It Up
- 2017 : Future - You Da Baddest
- 2017 : Fergie - You Already Know
- 2017 : Migos - MotorSport  (feat. Cardi B)
- 2017 : Farruko - Krippy Kush (Remix) (feat Bad Bunny, Travis Scott, Rvssian2018)
- 2018 : Ariana Grande - The Light Is Coming
- 2018 : BTS - IDOL
- 2018 : David Guetta & Jason Derulo - Goodbye (feat. Willy William)
- 2018 : Lil Wayne - Dark Side Of The Moon
- 2018 : Future - Transformer
- 2018 : 6ix9ine - FEFE
- 2018 : Tyga - Dip
- 2018 : Little Mix - Woman Like Me
- 2019 : Stylo G- Touch Down (Remix)
- 2019 : Avril Lavigne - Dumb Blonde
- 2019 : Megan Thee Stallion - Hot Girl Summer
- 2019 : DaBaby - IPhone
- 2019 : PnB Rock - Fendi
- 2019 : Pop Smoke - Welcome To The Party (Remix)
- 2019 : Karol G - Tusa
- 2020 : Meghan Trainor - Nice To Meet Ya
- 2020 : Doja Cat - Say So
- 2020 : ASAP Ferg - Move Ya Hips (feat. MadeinTYO)
- 2020 : Ty Dolla Sign - Expensive
- 2020 : Major Lazer - Oh My Gawd (feat. Mr. Eazi et K4mo)
- 2020 : Sada Baby - Whole Lotta Choppas (Remix)
- 2021 : Jesy Nelson - Boyz